# Villar de Torre
Villar de Torre – gmina w Hiszpanii, w prowincji La Rioja, w La Rioja, o powierzchni 11,99 km². W 2011 roku gmina liczyła 244 mieszkańców.